# Himalmartensus ausobskyi
Espèce
Himalmartensus ausobskyi est une espèce d'araignées aranéomorphes de la famille des Amaurobiidae.

## Distribution
Cette espèce est endémique du Népal.

## Description
La femelle holotype mesure 11,3 mm.

## Étymologie
Cette espèce est nommée en l'honneur d'Albert Ausobsky.

## Publication originale
- Wang & Zhu, 2008 : Himalmartensus, a new genus of the spider family Amaurobiidae from Nepal (Araneae). Journal of Arachnology, vol. 36, p. 241-250 (texte intégral).